# Sisk Group
Sisk Group es una empresa inmobiliaria y constructora fundada en Cork, Irlanda en 1859, con operaciones en Irlanda, Reino Unido, Bélgica, Polonia, Suecia y Oriente Medio.

## Historia
A la edad de 22 años, John Sisk irrumpió en el negocio de la construcción en 1859.
En abril de 2019, Sisk fue eliminado del Prompt Payment Code del Gobierno del Reino Unido por no pagar a los proveedores a tiempo. Fue restablecido alrededor de 10 meses después.

## Proyectos

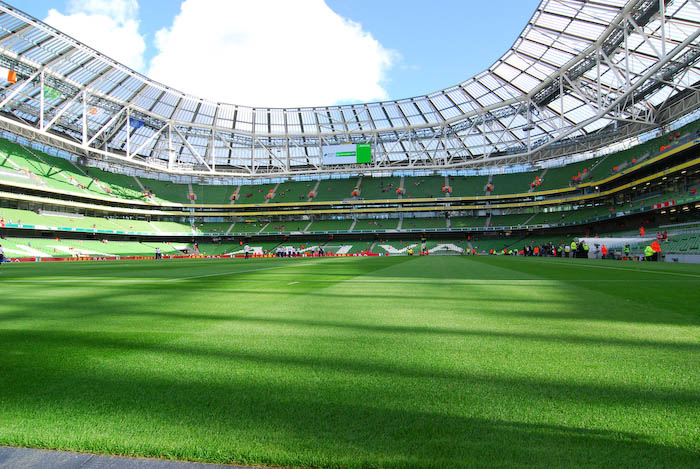
Estadio Aviva, Dublín

Entre los proyectos de la compañía destacan:
- Centre Bank of Ireland building, Dublín, completado en 1978[4]
- Remodelación del Croke Park, completado en 1995[5]
- Warbuton Hall del Lucy Cavedish College, en Cambridge. Completado en 1995[6]
- Estadio Aviva, en Dublín, completado en 2010[7]
- Grand Canal Theatre, Dublín, completado en 2010[8]
- Centro de convenciones de Dublín, completado en 2010[9]
- Limerick Tunnel, completado en 2010[10]
- Centro Internacional de Convenciones Gales, Newport, completado en 2019[11]
- Túneles del Crossrail Este, que se completarán durante 2021[12]